# Afra (Marocco)
Afra  (in arabo افرا‎?) è un centro abitato e comune rurale del Marocco situato nella provincia di Zagora, regione di Drâa-Tafilalet. Conta una popolazione di 8 939 abitanti (censimento 2014).